# U-414
El submarí alemany U-414 va ser un submarí tipus VIIC construït per a la Kriegsmarine de l'Alemanya nazi per al servei durant la Segona Guerra Mundial. Se li va posar la quilla el 14 de juny de 1941 per Danziger Werft, Danzig amb número de drassana número 115, avarat el 25 de març de 1942 i posat en servei l'1 de juliol de 1942 sota l'Oberleutnant zur See Walther Huth.

## Disseny
Els submarins alemanys de tipus VIIC van ser precedits pels submarins de tipus VIIB més curts. L'U-414 tenia un desplaçament de 769 tones (757 tones llargues) quan estava a la superfície i de 871 tones (857 tones llargues) mentre estava submergit. Tenia una longitud total de 67,10 m (220 peus 2 polzades), una longitud del casc a pressió de 50,50 m (165 peus 8 polzades), una mànega de 6,20 m (20 peus 4 polzades), una alçada de 9,60 m (31 peus 6 polzades) i un calat de 4,74 m (15 peus 7 polzades). El submarí estava propulsat per dos motors dièsel sobrealimentats de sis cilindres i quatre temps Siemens-Schuckert F46, produint un total de 2.800 a 3.200 cavalls de potència (2.060 a 2.350 kW; 2.760 a 3.160 shp) per al seu ús a la superfície, dos motors elèctrics de doble efecte Siemens-Schuckert GU 343/38–8 que produïen un total de 750 cavalls de potència (75500 kW); shp) per utilitzar-lo submergit. Tenia dos eixos i dues hèlixs d'1,23 m (4 peus). El vaixell era capaç d'operar a profunditats de fins a 230 metres (750 peus).
El submarí tenia una velocitat màxima en superfície de 17,7 nusos (32,8 km/h; 20,4 mph) i una velocitat màxima submergida de 7,6 nusos (14,1 km/h; 8,7 mph). Quan estava submergit, el vaixell podia operar durant 80 milles nàutiques (150 km; 92 milles) a 4 nusos (7,4 km/h; 4,6 mph); mentre que a la superfície podia viatjar 8.500 milles nàutiques (15.700 km; 9.800 milles) a 10 nusos (19 km/h; 12 mph).
L'U-414 estava equipat amb cinc tubs de torpedes de 53,3 cm (21 polzades) (quatre muntats a la proa i un a la popa), catorze torpedes, un canó naval SK C/35 de 8,8cm (3,46 polzades), 220 projectils i un canó antiaeri C/30 de 2 cm (0,79 polzades). El vaixell tenia una tripulació de d'entre 44 i 60 oficials i mariners.

## Historial de serveis
La carrera del vaixell va començar amb l'entrenament a la 8a Flotilla d'U-boat l'1 de juliol de 1942, seguida del servei actiu l'1 de gener de 1943 com a part de la 6a Flotilla. Quatre mesos més tard, l'1 de maig de 1943, es va traslladar a la 29a Flotilla per a operacions a la Mediterrània durant la curta resta del seu servei.
En tres patrulles va enfonsar un vaixell mercant, per un total de 5.979 tones brutes de registre (TRB), i en va danyar un altre.

### Llopades
L'U-414 va participar en dues llopades:
- Falke (15-19 de gener de 1943)
- Haudegen (19 de gener - 2 de febrer de 1943)

### Destí
L'U-414 va ser enfonsat el 25 de maig de 1943 al Mediterrani en la posició 36° 31′ N, 00° 40′ E / 36.517°N,0.667°E, per càrregues de profunditat de l'HMS Vetch. Es van perdre tots els homes.
Resum de l'historial d'atacs 

## Resum de l'historial d'atacs
| Data               | Nom        | Nationalitat | Tonatge (GRT) | Destí    |
| ------------------ | ---------- | ------------ | ------------- | -------- |
| 18 de maig de 1943 | Fort Anne  | Regne Unit   | 7,134         | Danyat   |
| 18 de maig de 1943 | Empire Eve | Regne Unit   | 5,979         | Enfonsat |